# Francesco Andrea Grassi
Francesco Andrea Grassi anche Grasso o de Grassi (Chioggia, 19 maggio 1661 – 17 gennaio 1712) è stato un vescovo cattolico italiano.

## Biografia
Nacque a Chioggia dalla famiglia Grassi, che nel 1718 sarebbe stata aggregata al patriziato veneziano. Ordinato sacerdote, fu eletto arciprete del capitolo dei canonici della cattedrale di Chioggia il 29 novembre 1684, per volere della Santa Sede, subentrando in questo ruolo dallo zio Antonio. La sua carriera ecclesiastica in seno alla diocesi clodiense continuò in seguito, quando l'21 maggio 1696 Antonio Grassi fu eletto vescovo di Chioggia, allorché Francesco Andrea gli subentrò anche nel ruolo di decano del capitolo.

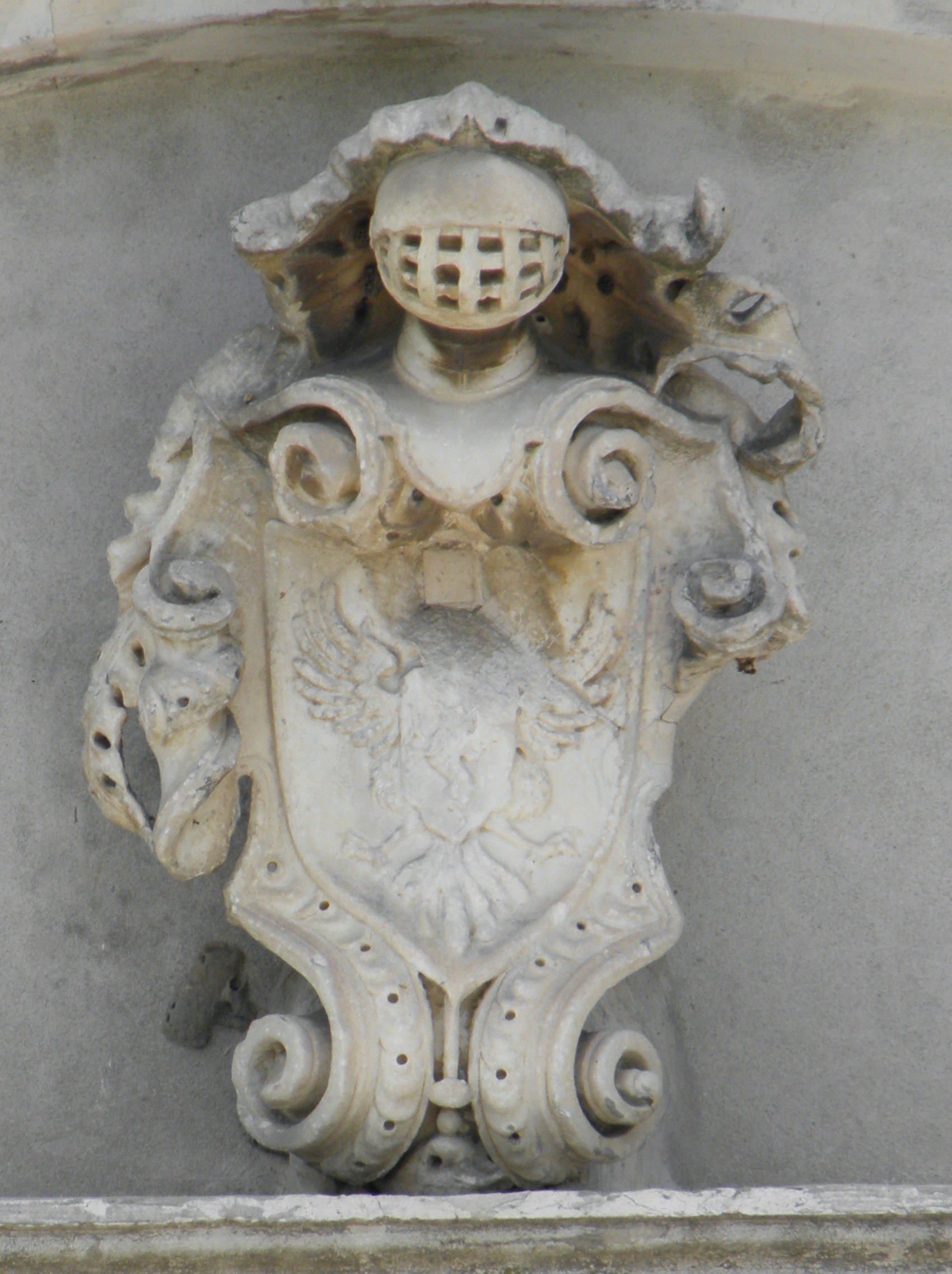
Lo stemma della famiglia Grassi presente nel timpano dell'Oratorio della Natività di Maria Vergine a Baricetta, Adria. Lo scudo è identico a quello dello stemma episcopale del vescovo Francesco Andrea Grassi, riportato nel Duomo di Caorle.

Il 30 marzo 1700 fu nominato vescovo di Caorle da papa Innocenzo XII. Ricevette la consacrazione episcopale il 9 maggio successivo a Roma dalle mani del cardinale Daniele Marco Dolfin. Subentrò quindi al vescovo Domenico Minio, deceduto nel 1698. La nomina del Grassi, in realtà, seguì quella del 3 ottobre 1698 del somasco Francesco Strada, rettore del seminario veneziano di Murano il quale però morì cinque giorni dopo, l'8 ottobre, subito dopo aver ricevuto la notizia della nomina e prima di ricevere la consacrazione episcopale. Ma nemmeno alla morte dello Strada il Grassi fu destinato alla sede caprulana. Fu infatti nominato il padovano Giuseppe Scarella, ma anch'egli morì poco dopo, il 14 marzo 1699, prima di ricevere la consacrazione.

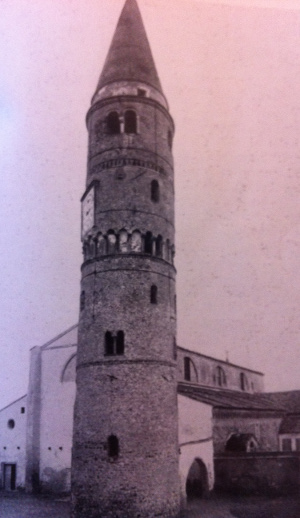
Campanile del Duomo di Caorle agli inizi del Novecento. È possibile notare il quadrante fatto apporre sulla struttura dal vescovo Francesco Andrea Grassi.

Durante il suo episcopato fu riedificata la chiesa di San Marco a Caorle e venne dato inizio al restauro del santuario della Madonna dell'Angelo, in seguito riedificato completamente dal vescovo Francesco Trevisan Suarez. Fece anche restaurare l'episcopio (attuale canonica) come testimonia la lapide tuttora apposta al muro della navata destra del duomo, sopra l'entrata della sacrestia, recante il suo stemma episcopale:
PRINCIPIS ET CIVITATIS SVBSIDIO RESTAVRATVM

FRANCISCI GRASSO EPISCOPI CAPRVLARVM

DE SVO REGIMINE OPTIME MERITI

MAIORI AMPLIATVM LARGITIONE

REDDITIB ETIAM MENSAE PERVIGILI AVCTIS SEDVLITATE

ANNO 1703»
Fece inoltre costruire un quadrante sul lato esposto a nord-ovest (ossia verso l'abitato di Caorle) del campanile perché potesse meglio servire alla popolazione. Questo quadrante, sebbene non funzionante, è ancora visibile nelle foto di inizio Novecento. In seguito alla traslazione alla sede di Brescia del patriarca Giovanni Badoer, il vescovo Grassi fu nominato vicario capitolare del patriarcato di Venezia
Morì il 17 gennaio 1712, all'età di 50 anni. La data esatta della morte si può desumere dall'epitaffio, fatto realizzare dal fratello del vescovo, Lodovico Grassi, affisso nella soppressa chiesa del monastero delle clarisse di Chioggia:

## Genealogia episcopale
La genealogia episcopale è:
- Vescovo Gerolamo Ragazzoni
- Cardinale François de La Rochefoucauld
- Arcivescovo Jean Jaubert de Barrault
- Arcivescovo François Adhémar de Monteil
- Vescovo Jacques Adhémar de Monteil
- Arcivescovo Jean-Baptiste Adhémar de Monteil de Grignan
- Vescovo Louis d'Aube de Roquemartine
- Cardinale Daniele Marco Dolfin
- Vescovo Francesco Andrea Grassi